# 존 트렌트
존 트렌트(John Trent, 1906년 1월 1일 ~ 1966년 5월 12일)는 미국의 배우이다.
오렌지에서 태어났으며 토런스에서 사망하였다.

## 영화
- 무빙 타겟 (1983년)
- 베스트 리벤지 (1982년)
- 프레디 더 프리로더스 크리스마스 디너 (1981년)
- 미들 에이지 크레이지 (1980년)
- 더 엘버탠스 (1979년)
- 크로스바 (1979년)
- 리엘 (1979년)
- 더 파이팅 멘 (1977년)
- 파인드 더 레이디 (1976년)
- 그 시간의 좋은 생각 (1975년)
- 선데이 인 더 컨트리 (1974년)
- Deathdream (1974)
- 블루 블러드 (1973년)
- 화이트오크 오브 잘나 (1972년)
- 더 맨 후 원티드 투 리브 포에버 (1970년)
- 호머 (1970년)
- 더 부쉬베이비 (1969년)